# Bryn Terfel Jones
Bryn Terfel Jones, Bryn Terfel (ur. 9 listopada 1965 w Pantglas) – walijski śpiewak operowy, bas-baryton.

## Początki kariery
Urodził się w Pantglas w rodzinie farmerów. W dzieciństwie zainteresował się muzyką, słuchając tradycyjnych piosenek walijskich. Jeszcze w Walii startował z powodzeniem w licznych konkursach wokalnych. W 1989 ukończył londyńską Guildhall School of Music and Drama z wyróżnieniem, w tym samym roku zajął II miejsce w konkursie BBC Singer of The World w Cardiff, gdzie przegrał jedynie z Dmitrijem Chworostowskim.

## Kariera
W 1990 r. zadebiutował w operze rolą Guglielma w Così fan tutte (Wolfgang Amadeus Mozart) w operze w Cardiff. Rok później zagrał rolę tytułową w Weselu Figara (Mozart), którą z ogromnym sukcesem wykonywał następnie w Metropolitan Opera oraz w operze w Santa Fe. Jednak dopiero postać Jochanaana w Salome na festiwalu w Salzburgu w 1992 przyniosła mu międzynarodową sławę. W następnym sezonie pojawił się w operze wiedeńskiej jako Figaro, zaś w Cardiff jako Ford w Falstaffie. Podpisał kontrakt na wyłączność z wytwórnią Deutsche Grammophon.
Od 1996 r. ma w swoim repertuarze role wagnerowskie – grał Wotana w Pierścieniu Nibelunga, Wolframa w Tannhäuserze oraz tytułowego Holendra tułacza. Wystąpił również jako Nick Shadow w operze Igora Strawinskiego Żywot rozpustnika. W 1997 r. zadebiutował w La Scali, ponownie jako Figaro, zaś w 1999 r. zaś w Paryżu zaśpiewał tytułową partię w Don Giovannim. W Operze Lirycznej w Chicago zagrał Falstaffa. Falstaffa nagrał też z Covent Garden Theatre, dyrygował tam Bernard Haitink.
W 2007 r. został poważnie skrytykowany za wycofanie się w ostatniej chwili z występu w Pierścieniu Nibelunga w Covent Garden, gdy jego sześcioletni syn miał przechodzić operację palca u ręki. W tym samym roku wrócił do Metropolitan Opera jako Figaro. Występował ponadto w Londynie w tytułowej roli w musicalu Sweeney Todd. Regularnie koncertuje, nagrywa płyty z muzyką walijską oraz z muzyką popularną. Uzyskał tytuł najlepszego śpiewaka w plebiscycie widzów i krytyków muzycznych w 2004 r.

## Życie prywatne
Ze swoją żoną Leslie ma trójkę synów: Tomosa, Morgana i Deio. Mieszkają w Bontnewydd w Walii. Terfel znany jest z wspierania rozwoju opery w swoim kraju oraz z działalności charytatywnej.